# Kulturlegat Lolland
Kulturlegat Lolland (indtil 2009 Maribo Kulturlegat) er et legat, der efter ansøgning kan tildeles særligt talentfulde unge med tilknytning til Lolland, der ønsker at videreuddanne sig indenfor de kreative fag. Legatet blev første gang uddelt i 1997. Blandt modtagerne i tidens løb har været sceneinstruktøren og teaterchefen Jens Svane Boutrup, skuespilleren Martin Bo Lindsten, filminstruktøren Anna Sofie Hartmann og black metal-gruppen Vulvatorious' forsanger Ditte Krøyer.

## Organisation
Legatet administreres af Lolland Kommune, men finansieres hovedsageligt af donationer fra lokale virksomheder, foreninger og organisationer. Den første legatudddeling i 1997 til jazzmusikeren Maiken Ingvordsen var på 19.500 kr. I 2022 var den årlige legatuddeling omkring 50.000 kr.
Legatet gives blandt andet indenfor områderne billed- og malerkunst, sang og musik, teater- og scenekunst, dans og ballet, instruktion, film, fotografi, arkitektur, illustrationer og design, men kan også dække andre kunstneriske områder. Ansøgerne skal dokumentere et talent udover det sædvanlige og desuden redegøre for, hvad legatet skal bruges til.
Selve uddelingen af legatet foregår som regel ved en større kulturbegivenhed, der i forvejen afholdes i Lolland Kommune. Mange år har det været ved et arrangement i Nørregadeteatret, hvor flere af modtagerne desuden har haft deres gang, men det er også blevet uddelt ved musikfestivaler som Maribo Jazzfestival og andre begivenheder. Uddelingen har især tidligere ofte fundet sted i kalenderåret efter det år, prisen egentlig hører til.

## Historie
Legatet opstod i 1996 og blev første gang uddelt i 1997. Til og med 2008-legatet (uddelt i 2009) eksisterede det under navnet Maribo Kulturlegat. Det var meningen at støtte særligt talentfulde unge fra Midtlolland til en kunstnerisk karriere. Det var en betingelse, at legatmodtagerne allerede havde påbegyndt en videregående uddannelse indenfor de musiske og kreative fag, og at de vendte tilbage til Lolland ved et arrangement efterfølgende for at demonstrere, hvad de havde fået ud af legatet. Efter kommunalreformen i 2007 og dens kommunesammenlægninger blev navnet fra 2009 ændret til Kulturlegat Lolland og åbnet for unge fra hele den nye og større kommune. Saxofonisten og nakskovitten Christian Fallesen blev dermed den sidste modtager af Maribo Kulturlegat, da han fik legatet overrakt under August Enna-festkoncerten i Nakskov i 2009.
De første mange år blev legatet uddelt til en enkelt person. I 2015 blev der dog givet hele fire legater i anledning af, at både Maribo og Nakskov fejrede byjubilæer året efter, hvor priserne blev overrakt. Også i flere senere år er der blevet uddelt mere end et legat.

## Modtagere
- 2024: Ditte Krøyer - black metal og billedkunst[6]
- 2023: Tobias Lund - sanger og sangskriver

Agnes Stærke - arkitekt, bevaring af kulturarv
- 2022: Frederik Quintus Bak - organist

Emil Krog -  billedkunstner
- 2021: Josefine Brun Meyer - forestillingsleder

Astrid S. Nielsen - fagotspiller
- 2020: ingen legatuddeling pga. COVID-19-pandemien
- 2019: ingen legatuddeling pga. manglende kvalitet i ansøgerkredsen[8]
- 2018: Michelle Korbø - kunstformidling[9]
- 2017: Hannah Howard Andresen - pianist og dirigent[10]
- 2016: Marie Buch Hoyer - jazzmusik

Benjamin Heldorf - jazzmusik
- 2015: Emma Mørup - dokumentarfilm

Agnes Dinesen - kormusik
Ida Munk Ørstrøm Andersen - teaterscenografi
Søren Johansen - klaverspil
- 2014: Anna Sofie Hartmann - filminstruktion[12]
- 2013: Maria Møller Christoffersen - film og filmproduktion[12]
- 2012: Henrik Kolind - filminstruktion og manuskriptskrivning[12]
- 2011: Benjamin Bech - folkemusik[12]
- 2010: Bjørg Gamst - dans og sang[12]
- 2009: Katrine Møllebæk Andersen - komposition og orkesterdirektion[12]
- 2008: Christian Fallesen - klassisk saxofon[12]
- 2007: Martin Bo Lindsten - skuespiller[12]
- 2006: Vibeke Astner - orgel[12]
- 2005: ingen legatuddeling pga. manglende kvalitet i ansøgerkredsen[12]
- 2004: Jonas Skielboe - klassisk guitarist[12]
- 2003: Nina Engberg - klassisk klarinet[12]
- 2002: ingen legatuddeling pga. manglende kvalitet i ansøgerkredsen[12]
- 2001: Søren Normann Hansen - sceneteknik, lys og lyd[12]
- 2000: Søren Lose - fotografi[12]
- 1999: Jens Boutrup - teaterinstruktion[12]
- 1998: Mille Bureau - klassisk guitar[12]
- 1997: Maiken Ingvordsen - jazzpianist og -komponist[12]